# René Lorain

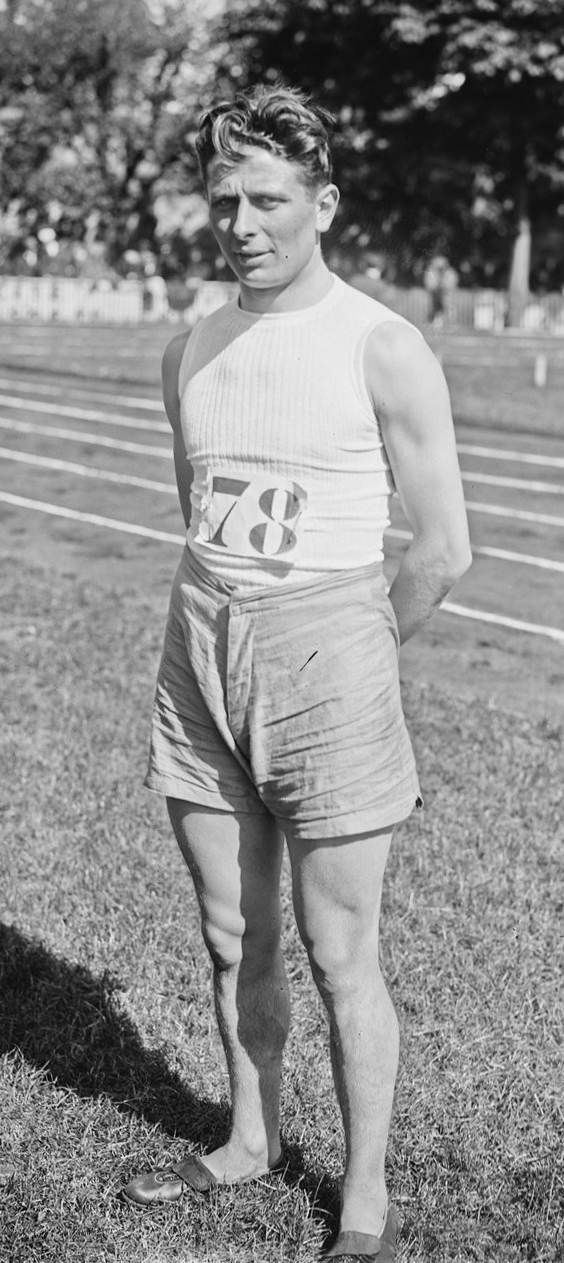
René Lorain, 1922

René Lorain (René Zacharie Alfred Lorain; * 19. März 1900 in Reims; † 25. Oktober 1984 in Ouchamps) war ein französischer Sprinter.
Bei den Olympischen Spielen 1920 in Antwerpen gewann er mit der französischen Mannschaft Silber in der 4-mal-100-Meter-Staffel. Über 100 m schied er im Vorlauf aus, über 200 m erreichte er das Viertelfinale.
1921 wurde er französischer Meister über 100 m, 1920 und 1923 Vizemeister über 200 m.

## Persönliche Bestzeiten
- 100 m: 10,8 s, 20. August 1922, Forest
- 200 m: 22,0 s, 18. Juli 1920, Colombes